# Пижил
Пижи́л (устар. Пужма) — река в Удмуртии, протекает в Сюмсинском и Вавожском районах. Устье реки находится в 39 км по правому берегу реки Вала. Длина реки составляет 36 км, площадь водосборного бассейна 194 км².

## Течение
Исток реки в лесу в 6 км к востоку от села Сюмси. Течёт на юг, в верхнем течении протекает деревню Лялино, после чего входит в ненаселённый лесной массив. Посёлок Пижил при одноимённой железнодорожной станции находится в 3 км западнее реки. Крупнейший приток — Уйвайка (правый). Пижил впадает в Валу ниже деревни Гуляево. Высота устья — 83,5 м над уровнем моря.

## Данные водного реестра
По данным государственного водного реестра России относится к Камскому бассейновому округу, водохозяйственный участок реки — Вятка от водомерного поста посёлка городского типа Аркуль до города Вятские Поляны, речной подбассейн реки — Вятка. Речной бассейн реки — Кама.
Код объекта в государственном водном реестре — 10010300512111100039580.